# Desa Cikeusal (administrativ by i Indonesien, lat -6,97, long 108,69)
Desa Cikeusal är en administrativ by i Indonesien.   Den ligger i provinsen Jawa Barat, i den västra delen av landet, 220 km öster om huvudstaden Jakarta.